# ناحیه رودهاوس، شهرستان گرین، ایلینوی
ناحیه رودهاوس (به انگلیسی: Roodhouse Township) یک منطقهٔ مسکونی در ایالات متحده آمریکا است که در شهرستان گرین، ایلینوی واقع شده‌است. ناحیه رودهاوس ۱۹۸ متر بالاتر از سطح دریا واقع شده‌است.